# Gazela-branca
Gazela-branca ou gazela-de-loder (Gazella leptoceros) é o nome de uma gazela, um mamífero artiodáctilo da família dos bovídeos, uma espécie de antílope. Essa espécie ocorre pelo Saara a oeste do Rio Nilo, coincidindo com os ergs (regiões de dunas), embora rara na margem a sudeste e aparentemente ausente no complexos de dunas a oeste. Acredita-se que já esteve presente por todo o Saara até relativamente pouco tempo. Já desapareceu na maior parte do Deserto da Líbia no Egito. Sua distribuição está centrada nos ergs Grande Ocidental e Grande Oriental, estendendo de Hamada de Tinrhert na Argélia até Fezã na Líbia. Também está presente nas bordas dos maciços de Ahaggar e Tassili n'Ajjer. Seus números tem apresentado grande queda devido à caça descontrolada e todas as populações são consideradas pequenas, chegando a um total de 250 indivíduos maduros baseado em dados esparsos.
É a espécie mais pálida de gazela, com pelagem cor de creme ou amarelada e branca embaixo. Há uma faixa marrom enfraquecida na lateral, uma listra avermelhada no nariz e marcas indo do focinho aos olhos. Os chifres longos e finos atingem 30-41 cm nos machos e são menores, mais finos e lisos nas fêmeas, chegando a 20-38 cm. Os cascos são largos para facilitar a locomoção no terreno arenoso. O focinho é largo para permitir que o sangue se esfrie no calor do deserto. 
Esses animais vivem em grupos contendo três a dez animais, compostos de um macho dominante, fêmeas e filhotes. Entretanto, assim como outros antílopes e gazelas dos desertos, essa organização é variável de acordo com as condições. Machos jovens geralmente formam rebanhos de solteiros até que eles possam competir por fêmeas. Machos adultos às vezes brigam pela dominância. Geralmente passam o dia protegidos do calor na sombra e saem para se alimentar à noite ou de manhã cedo. A alimentação é composta de grama, ervas, arbustos. São adaptados a aridez, usando gotas de orvalho como fonte de água, embora bebam água quando encontrada. 